# Западная Померания

Гриф, геральдический зверь Померании

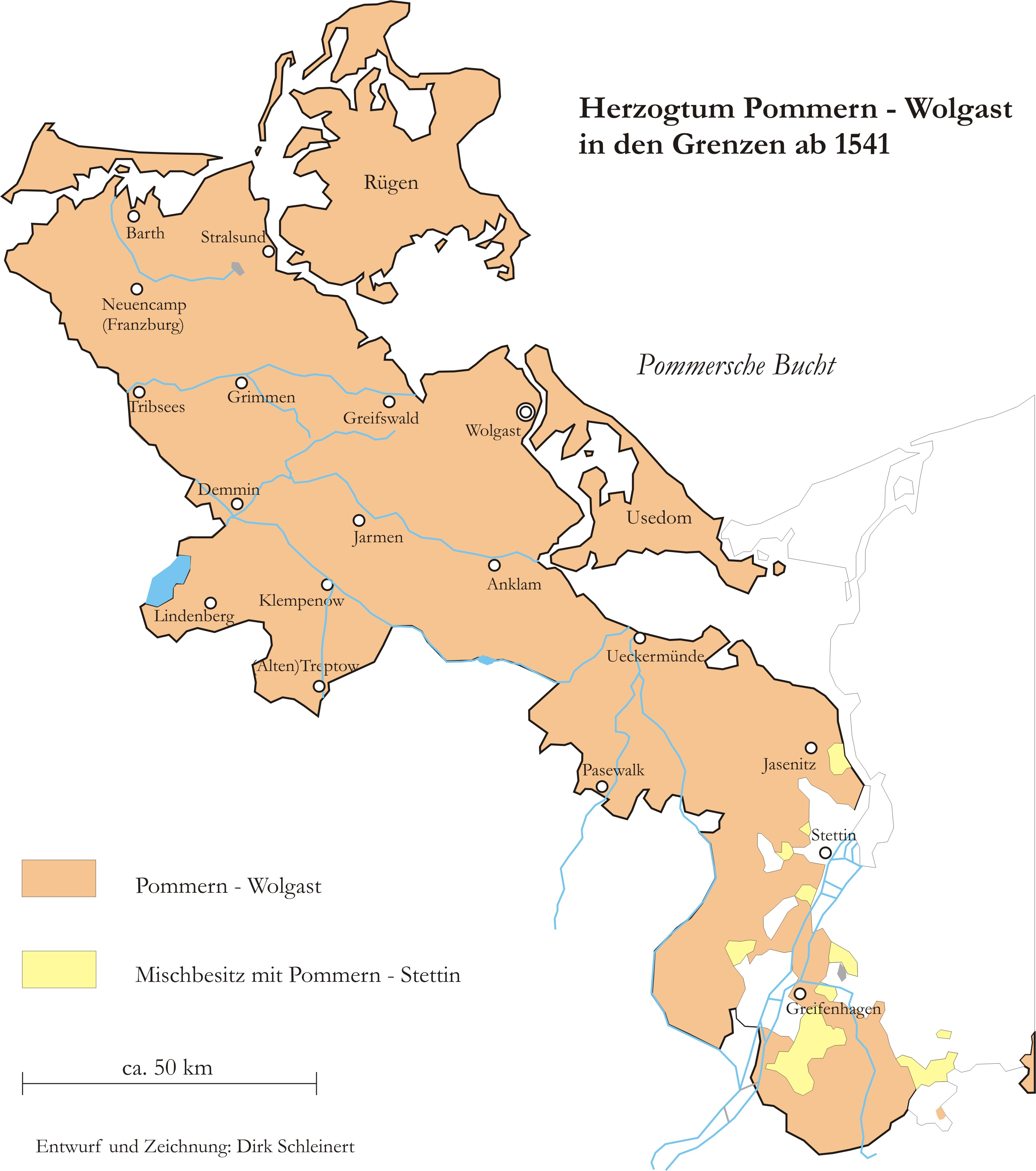
Территория герцогства Померания-Вольгаст в XVI веке, существенно совпадающего с территорией Западной Померании

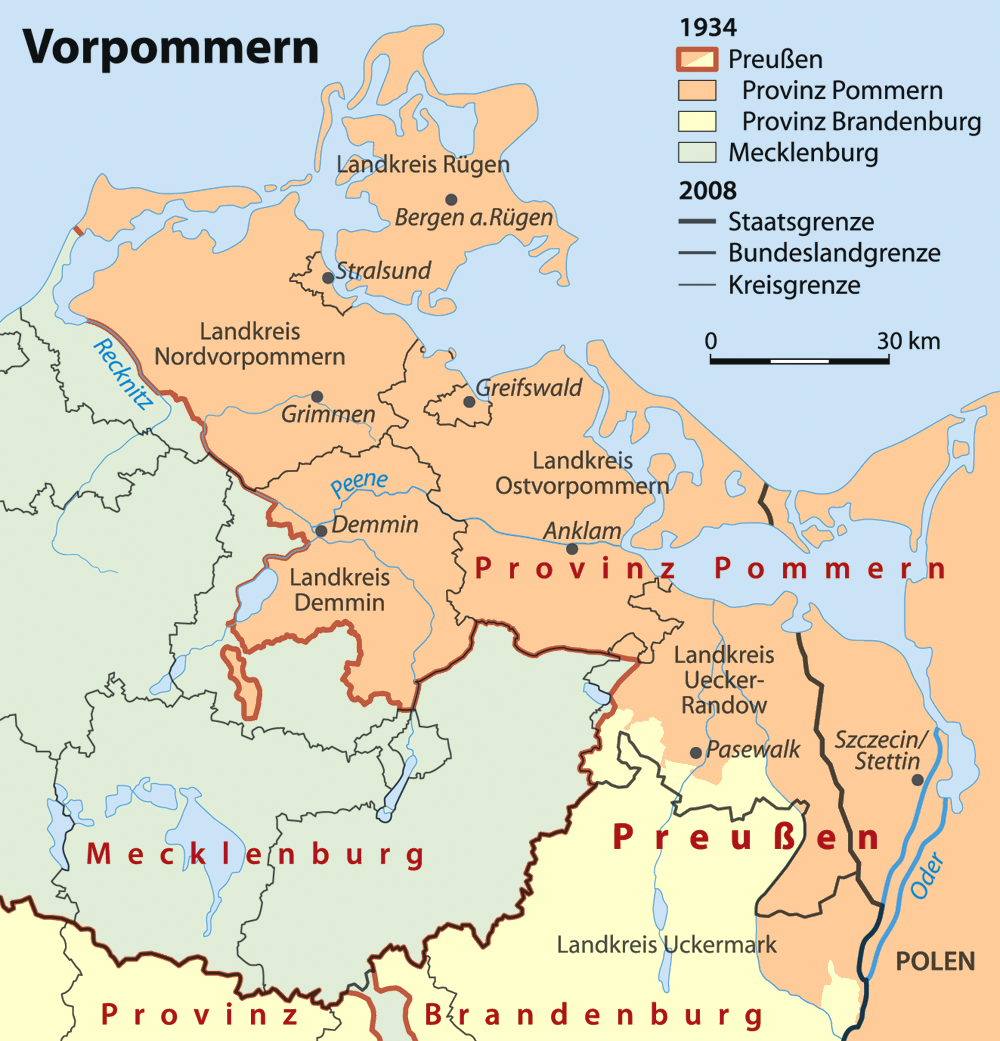
Западная Померания начиная с 1934 года

Западная Померания (также Передняя или Ближняя Померания; от нем. Vorpommern) — название части прусской провинции Померания, которая находится в современной Германии и вместе с Мекленбургом образует федеральную землю Мекленбург-Передняя Померания. Передняя Померания находится на востоке и охватывает примерно треть территории федеральной земли.
Передняя Померания находится на северо-востоке Германии, на востоке граничит с Польшей и Мекленбургом, на юге с федеральной землёй Бранденбург, а на севере выходит на побережье Балтийского моря.

## Название
Польское название региона — Pomorze Przednie или Przedpomorze — соответствует немецкому значению Ближняя, Передняя Померания (нем. Vorpommern) — хотя с точки зрения Польши регион находится дальше, чем остальные Померании.
Также в Польше существует Западно-Поморское воеводство, которому принадлежит западная часть польской части Померании.

## История
Польскому королю Болеславу I Великому удалось покорить всю Померанию, от Вислы до Одера. После его смерти Болеслава западная Померания была недолго под властью датчан. В 1046 году Казимир I вынужден был признать независимость западной Померании. 
Затем Болеслав Кривоустый, усмирив в 1107—1108 годах восточную Померанию, завоевал и западную Померанию; князь западной Померании Вартислав признал верховенство Польши, хотя находился также под верховной властью могущественного оботритского князя Генриха. После смерти Генриха Болеслав занял западную Померанию; Вратислав сохранил свои владения, но обязался платить ежегодную дань, доставлять военную помощь и принять христианство. 
Однако владычество Польши в Померании было недолговечно. Прежде всего западная Померания вместе с христианизацией подверглась и германизации; при потомках князя Вратислава она в 1181 году вошла в состав Священной Римской империи. Западная Померания распалась в то время на несколько княжеств; с 1295 года там существовало две княжеские линии — штеттинская и вольгастская. Войны с соседними государствами, особенно с Бранденбургом, ссоры с ганзейскими городами, особенно с Штральзундом, наполняют с тех пор историю западной Померании. 
В 1464 году вымерла штеттинская линия и владения ее перешли к вольгастской линии; при этом Иоганн Цицерон Бранденбургский выговорил себе право наследования в случае прекращения последней. 

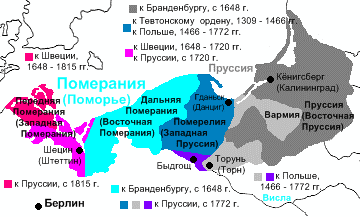
Померания, Западная и Восточная Пруссия

В 1534 году Барним IX Штеттинский и Филипп I Вольгастский приняли реформацию. В 1581 году снова ненадолго восстановилось разделение западной Померании. В 1637 году умер Богуслав XIV, и с ним прекратилась славянская династия в западной Померании. В силу договоров она должна была перейти к Бранденбургскому дому, но шведы, занявшие ее вместе с островом Рюген, удержали, по вестфальскому миру 1648 года, свой захват. 
В 1720 году по стокгольмскому трактату шведы уступили Пруссии большую часть западной Померании, с островами Волином и Узедомом; остальные владения Швеции (шведская Померания) — между Мекленбургом, Балтийским морем и рекой Пене — отошли к Пруссии по Венскому трактату 1815 года.